# هنري مانويل
هنري مانويل (بالفرنسية: Henri Manuel)‏ هو مصور فرنسي، ولد في 24 أبريل 1874 في الدائرة الثالثة في باريس في فرنسا، وتوفي في 11 سبتمبر 1947 في نويي-سور-سين في فرنسا.